# Iso Palonen - Maariansärkät
Iso Palonen - Maariansärkät este o arie protejată (arie specială de conservare — SAC, sit de importanță comunitară — SCI) din Finlanda întinsă pe o suprafață de 4.053 ha, integral pe uscat.

## Localizare
Centrul sitului Iso Palonen - Maariansärkät este situat la coordonatele 64°18′38″N 30°10′43″E / 64.3106°N 30.1786°E.

## Înființare
Situl Iso Palonen - Maariansärkät a fost declarat sit de importanță comunitară în august 1998 pentru a proteja 2 specii de animale. Situl a fost protejat și ca arie specială de conservare în aprilie 2015.

## Biodiversitate
Situată în ecoregiunea boreală, aria protejată conține 12 habitate naturale: Ape oligotrofe din câmpii nisipoase, cu un conținut foarte redus de minerale (Littorelletalia uniflorae), Lacuri și iazuri distrofice naturale, Râuri naturale fino-scandinave, Pajiști aluvionare boreale nordice, Turbării active, Mlaștini turboase de tranziție și turbării mișcătoare, Izvoare fino-scandinave și mlaștini produse de izvoare bogate în minerale, Mlaștini alcaline, Turbării Aapa, Taiga vestică, Păduri de conifere pe eskere fluvioglaciare sau legate la acestea, Mlaștini împădurite.
La baza desemnării sitului se află mai multe specii protejate de  mamifere (2): gluton (Gulo gulo), Rangifer tarandus fennicus.
Pe lângă speciile protejate, pe teritoriul sitului au mai fost identificate 5 specii de păsări, 3 specii de mamifere.